# 파리 공과대학교
파리 공과대학교(프랑스어: Institut des sciences et technologies de Paris, 영어: Paris Institute of Technology)는 프랑스의 그랑제콜 중 몇몇 학교들이 모여 설립한 일종의 연방제 대학 연합체기관으로서, 자체적으로 행정을 수행하는 여러개의 단대로 구성되어 있다. 약칭으로 파리공대 또는 파리테크(ParisTech)라고 불리기도 한다.
파리테크 외에도 프랑스에서 그랑제콜 기관들이 유명 연구 교육기관들과 명목상 연합하여 자원을 공유하고 미국 아이비리그(Ivy league) 수준의 위상을 도모하기 위한 시도가 여러번 있었으나, 그랑제콜 구성원들 간 서열의식 등의 문제점으로 인해 기대한 만큼 협력이 이루어지지 않는 경우가 대부분이며, 또한 여러 주요 대학들과 그랑제콜 기관들이 참여하지 않고 있기 때문에 여러 면에서 제한적이라는 시각이 크다.
파리테크는 임페리얼 칼리지 런던, 델프트 공과대학교, 취리히 연방 공과 대학교 그리고 아헨 공과대학교과 함께 유럽 IDEA 리그에 속하였으나 2013년 탈퇴하였다.

## 역사
파리 공과대학교를 구성하는 각기 다른 그랑제콜들의 역사는 산업혁명 초기부터 시작되었다. 네 개의 그랑제콜 (국립고등교량도로학교, 파리테크 국립고등기술공예학교, 파리 국립광업학교, 에콜 폴리테크닉)가 18세기에 설립되었으며 나머지 그랑제콜들 (국립고등정보통신학교, 고등상업학교, 고등물리화학산업학교, 국립고등화학학교, 고등광학학교, 국립고등통계경제행정학교, 국립고등선진기술학교, 파리테크 생명과학 연구소)은 19세기와 20세기에 설립되었다. 1991년, 9개의 그랑제꼴과 공립 엔지니어학교들은 파리 엔지니어 그랑제꼴(프랑스어: Grandes écoles d'ingénieurs de Paris)이라는 공통 관심 분야에서 협력을 촉진하기 위한 자발적인 연합체를 설정하였다. 1999년 그 이름이 파리 공과대학교 (파리테크)로 변경되었다. 2007년 과학 협력을 위한 공립 기구(établissement public de coopération scientifique, EPCS)로 변경되었으며 12개 학교의 멤버로 재구성되었다 (엔지니어 학교 11개, 비지니스 학교 1개).

## 입학 및 교육과정

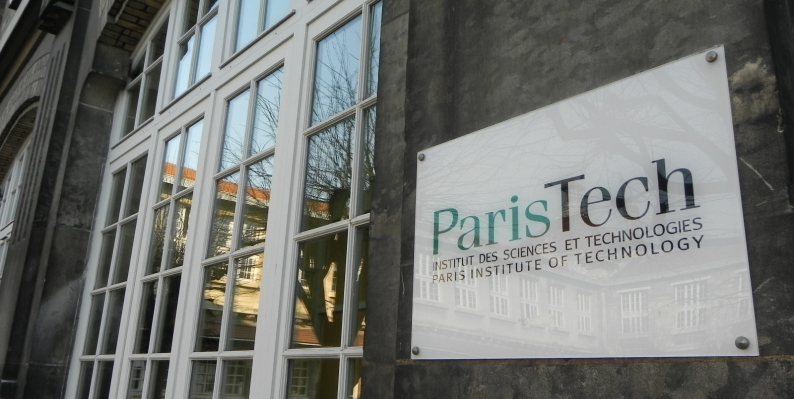

프랑스에는 고등교육기관으로서 대학교와 그랑제콜이 있다. 파리 제1대학교, 파리 제2대학교, 파리 제3대학교를 비롯한 13개의 파리 대학교는 프랑스의 대학입학 시험인 바칼로레아 (baccalauréat)를 보면 누구나 입학할 수 있는 반면, 파리 공과대학교는 상위 약 10% 이내의 성적을 거둔 학생들이 2년간의 그랑제콜 준비반을 거쳐서 마지막 입시시험을 통과해야 입학된다. 파리 공과대학교는 매년 2800개의 엔지니어 학위를 수여한다. 3,500명의 연구-교수진이 있으며 매년 400명의 박사를 배출한다. 10개의 파리테크 이학석사과정 (Master of Science ParisTech), 50개의 전문 학위(Mastères Spécialisés)과정, 126개의 DEA 과정 (박사 준비 과정, 연구석사)이 있고 143개의 연구소가 자리잡혀 있다. 2,870개의 기업체와의 연구를 계약했다.

## 구성 대학 및 설립연도
파리대학교가 파리 제1대학교, 파리 제2대학교, 파리 제3대학교 등으로 구성되어 있듯이, 파리공과대학교도 또한 다음과 같이 12개의 그랑제콜로 구성되어 있다.
- 국립고등교량도로학교(École nationale des ponts et chaussées, École des Ponts ParisTech) 1747년 설립
- 파리테크 국립고등기술공예학교(École nationale supérieure d'arts et métiers, Arts et Métiers ParisTech) 1780년 설립
- 파리 국립광업학교(École nationale supérieure des mines de Paris, MINES ParisTech) 1783년 설립
- 에꼴 폴리테크닉(École polytechnique) 1794년 설립
- 국립고등정보통신학교(École nationale supérieure des télécommunications, Télécom Paris, Télécom ParisTech) 1878년 설립
- 고등상업학교(École des hautes études commerciales de Paris, HEC Paris) 1881년 설립
- 고등물리화학산업학교(École supérieure de physique et de chimie industrielles de la ville de Paris, ESPCI ParisTech) 1882년 설립
- 국립고등화학학교(École nationale supérieure de chimie de Paris, Chimie ParisTech) 1896년 설립
- 고등광학학교(Institut d'Optique Graduate School) 1920년 설립
- 국립고등통계경제행정학교(École nationale de la statistique et de l'administration économique, ENSAE ParisTech) 1942년 설립
- 국립고등선진기술학교(École nationale supérieure de techniques avancées, ENSTA ParisTech) 1970년 설립
- 파리테크 생명과학 연구소(Institut des sciences et industries du vivant et de l'environnement, AgroParisTech) 2007년 설립

## 참고 문헌
1. ↑  Organisation official website 보관됨 2016-02-03 - 웨이백 머신 2016년 1월 26일 현재
2. ↑  official English naming according to convention constitutive 보관됨 2008-12-17 - 웨이백 머신, 2007년 1월 16일
3. ↑  “공식 웹사이트”. 2009년 2월 22일에 원본 문서에서 보존된 문서. 2009년 9월 27일에 확인함.
4. ↑  The New York Times, October 11, 2010